# Giovanni Bizzelli
Giovanni Bizzelli (1556 - 1612) est un peintre maniériste de l'école florentine.

## Biographie
Dans le cercle d'Alessandro Allori, Giovanni Bizzelli participe à la décoration du corridor des Offices où il aide  Antonio Tempesta à la réalisation de grotesques.
Il a réalisé quelques esquisses pour les appareils des funérailles de Philippe II d'Espagne et de Marguerite d'Autriche.

## Œuvres
- Cristo deposto, Pieve di Sant'Ippolito, Vernio
- Annuncuation(1584), Uffizi, Florence
- Incoronazione della Vergine da parte della Trinità e i Santi Giovanni Battista, Giovanni Evangelista, Romualdo e Benedetto (1600), monastère San Giovanni Evangelista, Pratovecchio
- Fresque à l'église Santa Maria Maddalena de' Pazzi, Borgo Pinti, Florence
- Battesimo di sant'Agostino (1603), Chiesa di Sant'Agostino, Prato
- San Macario in trono fra San Gerolamo e San Francesco d'Assisi (1585-1590), église Sant'Angelo a Lecore  à Signa
- Retable dans l'église San Lorenzo a Montalbiolo à Carmignano
- Pentecoste (~1590), église San Pietro a Grignano, Grignano frazione de Prato.

## Sources
- (it) Cet article est partiellement ou en totalité issu de l’article de Wikipédia en italien intitulé « Giovanni Bizzelli » (voir la liste des auteurs).